# Гилёв, Анатолий Васильевич
Анатолий Васильевич Гилёв (14 апреля 1931, Заложное, Уральская область — 1 октября 2019, Челябинск) — русский советский художник-график, карикатурист, член Союза журналистов СССР (1959) и Союза художников России (1967).

## Биография
Анатолий Васильевич Гилёв родился 14 апреля 1931 года в селе Заложном Заложинского сельсовета Марайского района Уральской области, ныне деревня входит в Варгашинский муниципальный округ Курганской области. Его мать умерла, когда Анатолию было два года, отец не вернулся с фронта, до войны работал в курганской районной газете. Поэтому Анатолий с младшим братом попали в детский дом.
В 1948 году окончил Курганское железнодорожное училище.
После окончания железнодорожного училища работал художником в обществе «Трудовые резервы».
После службы в Советской Армии год проработал в художником-декоратором в Курганском драмтеатре.
В 1954—1955 посещал студию изобразительного искусства (рук. С. Э. Блажевич) при Дворце культуры ЧТЗ.
В 1955—1956 работал художником Челябинского театра драмы.
В 1956—1964 — журналист, сотрудник газеты «Комсомолец» (ныне «Команда»).
В 1961 году окончил философский факультет университета марксизма-ленинизма в Челябинске.
В 1964—1970, 1980—1982 — художественный редактор Южно-Уральского книжного издательства.
В 1970—1973 — главный художник мастерских Художественного фонда Союза художников СССР.
В 1960—90-е гг. работал в творческих группах графики, карикатуры, эстампа, художественного оформления книги в подмосковных домах творчества Союза художников России.
Анатолий Васильевич Гилёв умер 1 октября 2019 года в городе Челябинске Челябинской области. Похоронен 4 октября 2019 года на Андреевском кладбище Рощинского сельского поселения Сосновского района Челябинской области.

## Творчество
Основные направления творчества: графика, книжные иллюстрации, карикатура, плакат. Работы художника, написанные до 1962 года погибли.
Автор иллюстраций и художественного оформления свыше 120 книг, изданных в Москве, Свердловске (Екатеринбурге) и Челябинске, в числе которых:
- Р. Киплинг, «Сказки» (Челябинск, 1982),
- А. Толстой, «Золотой ключик, или Приключения Буратино» (Челябинск, 1983),
- Д. Харрис, «Сказки дядюшки Римуса» (Москва, 1991),
- А. Линдгрен, «Три повести о Малыше и Карлсоне, который живет на крыше» (Челябинск, 1992),
- Э. Распе, «Приключения барона Мюнхгаузена» (Москва, 1992),
- П. Ершов, «Конек-Горбунок» (Москва, 2001)
- Л. Куликов, «Белочка-умелочка»
- «Организм защищается»
- «Агенты биологической защиты» и др.

Автор около 60 плакатов, изданных в Челябинске и Москве, серий автолитографий «Память России» (1980—нач. 90-х гг.) и «Литературные герои» (1992).
Работал над «Историей Челябинской области в картинках для детей».

## Выставки
Организатор и участник выставок сатиры и юмора в Челябинске (последняя в 2001).
Участник свыше 70 международных выставок в странах Европы, Америки, Азии (в Австралии, Аргентине, Болгарии, Бразилии, Бельгии, Иране, Испании, Ирландии, Италии, Канаде, Кубе, Польше, США, Турции, Франции, Югославии, Японии…); дипломант многих из них, в том числе:
- «Сатира в борьбе за мир» (Москва, 1983),
- Биеннале в Италии (1987-89);

Персональные выставки:
- В Новосибирском Академгородке (совместно с Р. И. Габриеляном, 1963),
- В Выставочном зале Союза художников в Челябинске (1981),
- В Златоусте (1981),
- Передвижная по Челябинской области (1981-82),
- «Ребята и зверята» в Челябинске (2000),
- В школе-интернате № 13 (2001).
- Выставка детской книжной графики «Художник — детям» в Выставочном зале Союза художников, Челябинск (вернисаж 1 июня 2012 года)[4][5].
- «Сказочная азбука» в Кургане (открытие 16 мая 2013)[6].

## Награды
Награждён дипломами ЦК ВЛКСМ, газеты «Правда» и «Комсомольская правда», журнала «Крокодил», Госкомиздата РСФСР.
Призер конкурса, проводимого международным журналом «Witty World» (1994) и др.